# Nový Dvůr (zámek, okres Náchod)
Nový Dvůr je hospodářský dvůr se zámkem z doby okolo roku 1800 nedaleko od obce Volovka v okrese Náchod, asi 7 km jihozápadně od České Skalice..

## Historie
Hospodářský dvůr byl založen koncem 70. let 17. století majitelem tehdejšího novoměstského panství hrabětem Jakubem Leslie a po svém zakladateli byl dlouho nazýván Jakubův dvůr či Jakubov.
Současný zámek stojí v místě bývalého jesenického dvora a byl postaven kolem roku 1800 Františkem Šperlingem ve formě jednopatrového pozdně barokního zámku. Od této doby je dvůr i zámek nazýván Nový Dvůr. Po roce 1880 byl zámek zmodernizován a přilehlé budovy opraveny. Zámek byl v druhé polovině 20. století v majetku JZD Velká Jesenice a byl přestavěn a modernizován ke skladovým a bytovým účelům. 

## Současnost
Současná podoba je výsledkem rozsáhlé rekonstrukce jak zámečku, tak hospodářského dvora v letech 2010–2014 soukromým majitelem na penzion, restauraci a jezdecký areál.